# Фрајерс Појнт (Мисисипи)
Фрајерс Појнт (енгл. Friars Point) град је у америчкој савезној држави Мисисипи.

## Демографија
По попису из 2010. године број становника је 1.200, што је 280 (-18,9%) становника мање него 2000. године.
| Група             | 2000.         | 2010.         |
| Белци             | 88 (5,9%)     | 55 (4,6%)     |
| Афроамериканци    | 1.389 (93,9%) | 1.133 (94,4%) |
| Азијати           | 0 (0,0%)      | 0 (0,0%)      |
| Хиспаноамериканци | 19 (1,3%)     | 10 (0,8%)     |
| Укупно            | 1.480         | 1.200         |